# عبد الرحمن الظفيري
عبد الرحمن الظفيري (مواليد 20 مايو 1999) هو لاعب كرة قدم سعودي مولود في الكويت يلعب حاليًا في النادي العربي الكويتي.

## مسيرة اللاعب
بدأ في الفئات السنية في نادي الكويت و مثل نادي النصر الأولمبي وأعير إلى نادي الباطن في عام 2018 و أعير إلى نادي العين مطلع عام 2019 و أعير إلى نادي الخليج في صيف 2019 و انتقل إلى نادي الحزم في صيف 2020 و انظم إلى نادي العروبة مطلع عام 2022 و وقع مع النادي العربي الكويتي في عام 2023.

## وصلات خارجية
- عبد الرحمن الظفيري على موقع Soccerway.com (الإنجليزية)
- عبد الرحمن الظفيري على موقع كووورة